# 石田幽汀
石田 幽汀（いしだ ゆうてい、享保6年（1721年） - 天明6年5月25日（1786年6月21日））は、江戸時代中期の鶴澤派（狩野派の一派）の絵師。幽汀は号で、名は守直。円山応挙、田中訥言、原在中らの師として知られる。

## 略伝
播磨国明石郡西浦辺組西岡村（現在の兵庫県明石市魚住町西岡）に橘七衛門の子として生まれる。兄弟が多かったため、京都の石田半右衛門の養子となる。半右衛門の家業は明らかではないが、町年寄を務める有力者だった。半右衛門が養子をとった理由は不明だが、菩提寺の過去帳に石田夫妻の実子に関する記述がないことから、夫妻に子供が出来なかったからだと推測される。
狩野探幽の系譜を引く鶴沢探鯨に絵を学んで禁裏の御用絵師となり、宝暦7年（1757年）7月5日に37歳で法橋、さらに安永6年（1777年）9月28日法眼に叙せられている。天明6年(1786年)郷里の明石で没した。享年66。墓は京都中京区錦大宮町の豐藏山休務寺（淨土宗西山禪林寺派）。
鶴沢派の技法を基礎に、京狩野や琳派風の豊かな装飾性と写生的な描写を加えた、濃彩緻密な画風を展開した。家は石田遊汀（守善）が継いだが早世し、門人だった栢半兵衛が養子入りして石田友汀（叔明）と改名し石田家を継いだ。しかし、歴史的に重要なのは円山応挙、田中訥言、原在中、江村春甫、金工家の一宮長常らの師という点である。江戸初期に流行した江戸狩野と、写生や装飾、大和絵復古といった多様な展開をみせる江戸中期以降の京都画壇の間をつなぐ絵師として注目される。

## 代表作
| 作品名                                | 技法         | 形状・員数 | 寸法（縦x横cm）   | 所有者             | 年代     | 落款・印章                                                              | 備考                                               |
| ------------------------------------- | ------------ | ---------- | ----------------- | ------------------ | -------- | ----------------------------------------------------------------------- | -------------------------------------------------- |
| 群鶴図                                | 紙本金地著色 | 六曲一双   | 156.0x362.6〈各） | 静岡県立美術館     | 法橋時代 | 款記「法橋幽汀筆」                                                      |                                                    |
| 郡鶴図（右隻・左隻）                  | 紙本金地著色 | 六曲一双   | 156.5x355.0〈各） | ミネアポリス美術館 | 法橋時代 | 款記「法橋幽汀齋画」                                                    |                                                    |
| 四季花卉図                            | 紙本著色     | 六曲一双   | 166.5x358.5〈各） | 三時知恩寺         | 法橋時代 | 款記「石田法橋幽汀筆」/「守直之印」白文方印                             |                                                    |
| 伊勢物語図屏風（左隻・右隻）          | 紙本金地著色 | 六曲一双   | 166.4x366.0〈各） | ボストン美術館     | 法橋時代 | 款記「法橋幽汀筆」                                                      |                                                    |
| 須磨図（四季海浜図）                  | 紙本金地著色 | 六曲一双   | 166.5x359.5〈各） | 聖護院             | 法眼時代 | 各隻に款記「法眼幽汀筆」/右隻：「守直」朱文方印・左隻：「幽汀」白文方印 |                                                    |
| 醍醐寺三宝院襖絵 《葵祭図》《蘇鉄図》 |              |            |                   | 醍醐寺             | 法眼時代 |                                                                         |                                                    |
| 御所車・松に白鷹図                    | 紙本著色     | 衝立1基    | 185.5x284.0       | 醍醐寺             | 法眼時代 | 右下にそれぞれ款記「法眼幽汀筆」/印文不明白文方印・印文不明朱文方印     |                                                    |
| 花卉図襖                              | 紙本著色     | 小襖4面    |                   | 薬師院 (明石市)    | 法眼時代 | 「守直之印」朱文方印                                                    | 書院違棚上に所在。薬師院は幽汀の生家橘家の菩提寺。 |
| 渓流に鹿図                            | 紙本金地墨画 | 二曲一隻   | 164.0x176.8       | 大英博物館         | 法眼時代 | 款記「法眼幽汀筆」                                                      |                                                    |
| 月次風俗図屏風                        |              |            |                   | 兵庫県立歴史博物館 |          |                                                                         |                                                    |